# Colopea unifoveata
Colopea unifoveata is een spinnensoort uit de familie Stenochilidae. De soort komt voor in Borneo.